# Tohru Nakamura

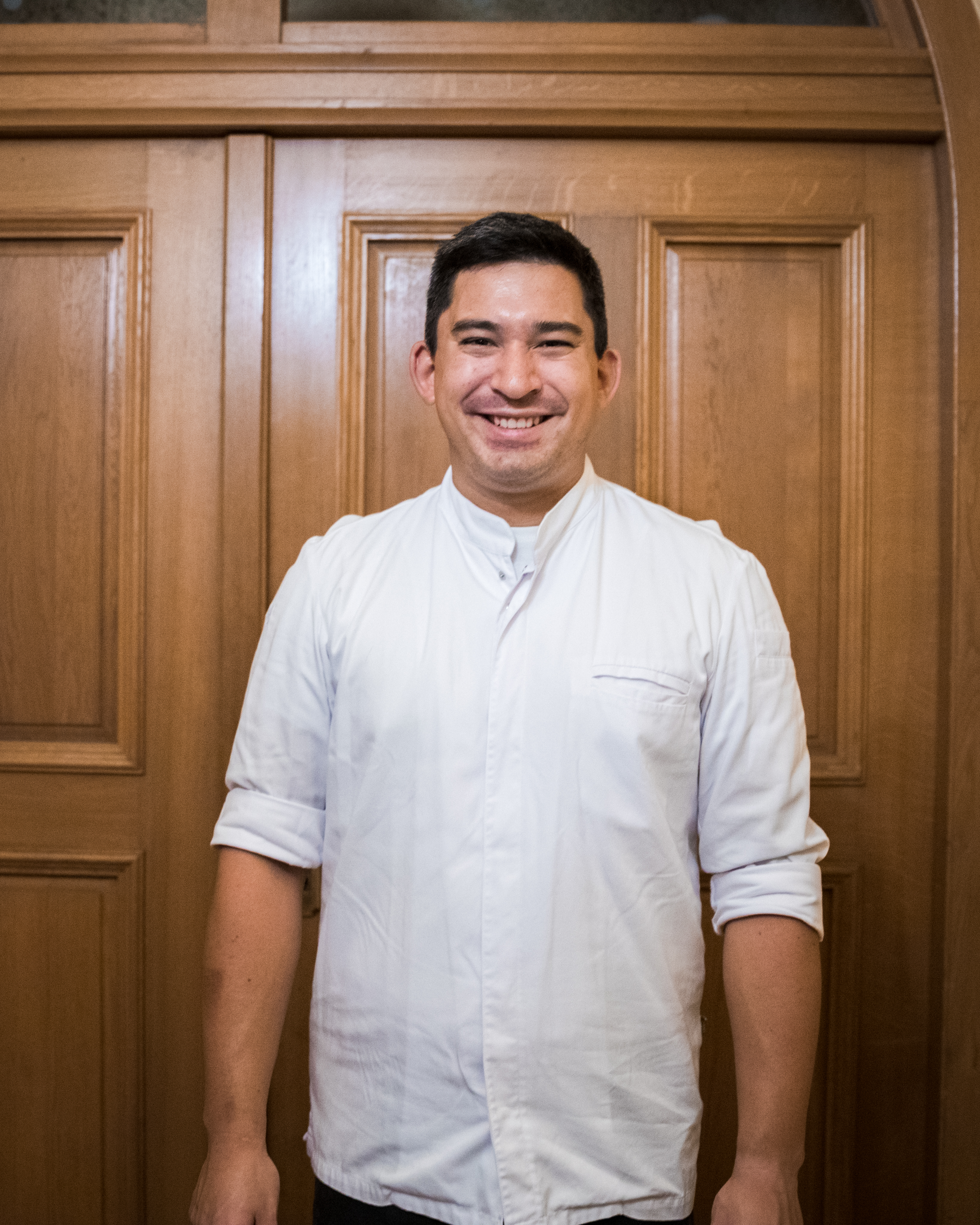
Tohru Nakamura 2019 im Werneckhof

Tohru Nakamura (* 1. Oktober 1983 in München) ist ein deutscher Koch. Er wurde 2020 von Gault-Millau Deutschland zum Koch des Jahres gewählt.

## Werdegang
Nakamura ist Sohn eines japanischen Vaters und einer deutschen Mutter. Nach der Ausbildung 2004–2007 im Hotel Königshof bei Martin Fauster (ein Michelinstern) ging er 2008 ins Drei-Sterne-Restaurant Vendôme zu Joachim Wissler. 2010 wechselte er zum Drei-Sterne-Restaurant Oud Sluis unter Sergio Herman, wo er 2011 Souschef wurde. 2012 schlossen sich Fortbildungen in Tokio an, unter anderen im Drei-Sterne-Restaurant Ishikawa. Von 2012 bis 2020 war Nakamura im Projektmanagement und der kulinarischen Beratung bei den Geisel Privathotels in München tätig.
Im Frühjahr 2013 wurde er Küchenchef des Geisels Werneckhof in München, das 2014 mit einem Michelin-Stern und 17 Punkten im Gault-Millau ausgezeichnet wurde, seit 2016 wird das Restaurant mit 18 Punkten im Gault Millau bewertet. 2016 wurde es mit zwei Michelin-Sternen ausgezeichnet. Im Gault-Millau 2020, der im November 2019 erschienen ist, erhielt der Werneckhof erstmals 19 Punkte und Tohru Nakamura wurde als „Koch des Jahres“ ausgezeichnet. Im Juni 2020 gaben die Geisel Privathotels bekannt, dass der Werneckhof geschlossen wird, weil ein Betrieb unter den Auflagen infolge der Corona-Pandemie nicht möglich sei.
Von Oktober 2020 betrieb Tohru Nakamura für sechs Monate ein Pop-up-Restaurant in der Münchner Innenstadt, das er als Salon Rouge by Tohru Nakamura betrieb. 2021 gab er bekannt, die Alte Schreiberei in München zu übernehmen und zog während der Renovierungen für den Sommer 2021 mit seinem Restaurant ins Münchner Werksviertel.
Im Dezember 2021 öffnete er sein Restaurant Tohru in der Schreiberei im historischen Weinstadl. Im März 2022 wurde das Tohru mit zwei Michelinsternen ausgezeichnet. Am 17. Juni 2025 erhielt das Restaurant seinen dritten Michelinstern.

## Fernsehauftritte
Im November 2017, beim Weihnachtsspecial 2018 und in den Finalsendungen der Jahre 2020 und 2022 war er Gastjuror bei The Taste, während er 2018 an der Fernsehsendung Kitchen Impossible mit Tim Mälzer teilnahm. Im April 2018 trat er in der Kochshow Knife Fight Club an.

## Auszeichnungen
- 2011: Eckart Witzigmann Preis – "Nachwuchs"[12]
- 2013: Entdeckung des Jahres (Gault&Millau)[13]
- 2013: Ein Stern im Guide Michelin 2014
- 2015: Koch des Jahres 2015 von Der Feinschmecker
- 2016: Zwei Michelinsterne 2017 für das Geisels Werneckhof in München
- 2017: 8. Platz Germany's 50 best chefs des Rolling-Pin-Magazins[14]
- 2017: Koch des Jahres (Rolling Pin Awards)[15]
- 2019: Koch des Jahres (Gault&Millau 2020)[2]
- 2020: Ehrenbotschafter der japanischen Küche[16]
- 2022: Zwei Michelinsterne für das Tohru in der Schreiberei in München[9]
- 2025: Drei Michelinsterne für das Tohru in der Schreiberei in München[10]